# Encyclopædia Britannica
A Encyclopædia Britannica é uma enciclopédia generalista de língua inglesa publicada pela Encyclopædia Britannica, Inc., uma editora privada. É amplamente considerada como a mais acadêmica das enciclopédias.
A Britannica foi inicialmente publicada entre 1768 e 1771, em Edimburgo, Reino Unido, e depressa aumentou em popularidade e tamanho, com a sua terceira edição, em 1801, alcançando os vinte volumes. O aumento de tamanho implicou a contratação de colaboradores, e as suas 9.ª (1875–1889) e 11.ª edições (1911) são consideradas como marcos no que toca a enciclopédias acadêmicas e de estilo literário. Começando com a 11.ª edição, a Britannica foi gradualmente diminuindo e simplificando os seus artigos a fim de os tornar mais acessíveis, e alargar a sua expansão ao mercado nos Estados Unidos. Em 1933, a Britannica tornou-se a primeira enciclopédia a adotar a política "em contínua revisão", que resulta em que a enciclopédia seja continuamente reimpressa e cada verbete seja atualizado regularmente.
A edição atual (a 15.ª) tem uma única estrutura dividida em três partes: a Micropædia, de 12 volumes, contém verbetes menores (geralmente tendo menos de 750 palavras), a Macropædia, de 17 volumes, com longos artigos (tendo de duas a 310 páginas cada) e a Propædia, num só volume, que pretende fornecer um esboço do conhecimento humano, de modo hierárquico. A Micropædia é destinada a pesquisa rápida e a servir como guia para a Macropædia; os leitores são aconselhados a estudar o esboço da Propædia a fim de entender o contexto do assunto e para encontrar outros artigos, mais detalhados. O tamanho da Britannica tem-se mantido muito constante ao longo dos últimos 70 anos, com cerca de 40 milhões de palavras e meio milhão de tópicos. Embora a sua publicação tenha sede nos Estados Unidos desde 1901, a Britannica manteve a ortografia inglesa tradicional.
Ao longo da História, a Britannica tem tido dificuldade em permanecer rentável — um problema enfrentado por muitas enciclopédias. Alguns verbetes, em determinadas edições anteriores da Britannica, foram acusados de imprecisão, viés ou falta de qualificação dos colaboradores. A precisão de partes da edição mais recente (de 2005) tem sido igualmente questionada, embora tais críticas tenham sido contestadas pela gestão da Britannica. Apesar disso, a Britannica mantém a sua reputação como fonte de pesquisa confiável. Em 3 de março de 2012, foi anunciado que a Encyclopædia Britannica, agora com sede em Chicago, não iria publicar mais versões impressas em papel focando-se apenas na sua versão online.

## História

### Descrição geral

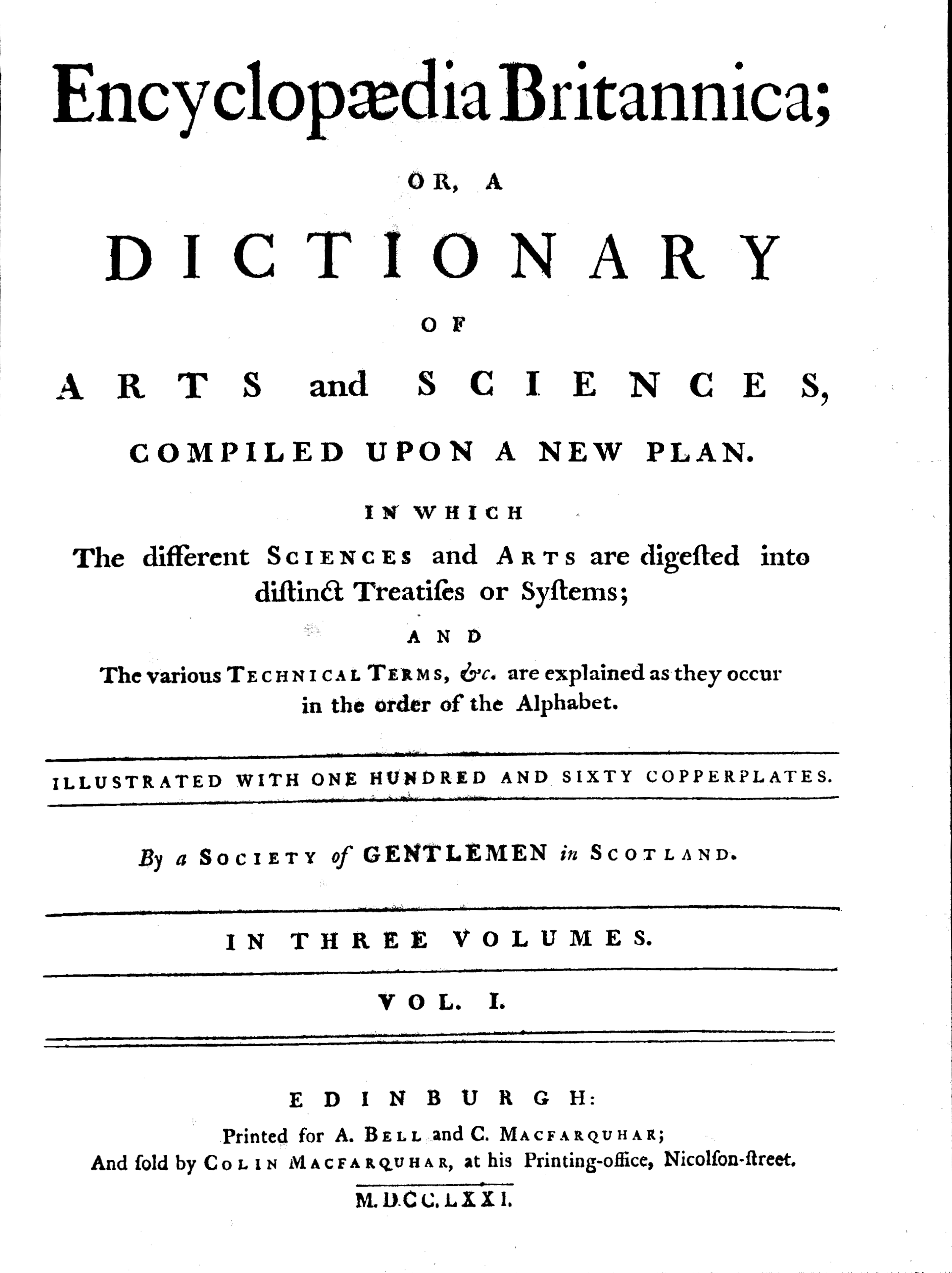
Frontispício da primeira edição da Encyclopædia Britannica

A propriedade da Britannica mudou muitas vezes ao longo do tempo, tendo passado por vários donos como: a editora escocesa A & C Black, Horace Everett Hooper, Sears Roebuck e William Benton. O presente dono da Encyclopædia Britannica, Inc. é Jacqui Safra, de nacionalidade suíça, milionário e ator. Os recentes avanços das tecnologias da informação e o aumento das enciclopédias eletrônicas tais como a Encarta e a Wikipédia reduziram a procura de enciclopédias impressas. A fim de permanecer competitiva, a Encyclopædia Britannica, Inc. tem enfatizado a boa reputação da Britannica, reduzindo seu preço e os custos de produção e desenvolvido versões eletrônicas em CD-ROM, DVD e World Wide Web. Desde os primeiros anos da década de 1930, a editora promoveu também trabalhos de referência spin-off.

### Edições
A Britannica foi impressa em 15 edições oficiais, com suplementos multi-volumes da 3.ª a 5.ª edições (ver a Tabela abaixo). Estritamente falando, a décima edição foi apenas um suplemento da 9.ª, assim como as edições 12.ª e 13.ª foram suplementos da 13.ª edição. A 15.ª edição sofreu uma mudança drástica, em termos de organização, em 1985, mas a atualização, versão corrente, continuou conhecida como 15.ª edição.
Ao longo de sua história, a Britannica foi desenvolvida com dois objetivos: ser um excelente livro de referências e providenciar material educacional para quem tenha desejo de estudar. Em 1974, a 15.ª edição adotou um terceiro alvo: sistematizar todo o conhecimento humano.
A história da Britannica pode ser dividida em cinco fases principais em que se destacam mudanças maiores, tanto na gestão quanto na reorganização do seu conteúdo. Na primeira fase (edições 1 a 6, 1768–1826), a Britannica foi gerida por seus fundadores originais, Colin Macfarquhar e Andrew Bell, e por seus amigos e conhecidos, tais como Thomas Bonar, George Gleig e Archibald Constable. A Britannica foi primeiramente publicada entre 1768 e 1771 em Edimburgo como Encyclopædia Britannica, ou, Um Dicionário de Artes e Ciências, compilado sob um Novo Plano. Foi concebida como uma reacção conservadora à provocativa Encyclopédie francesa de Denis Diderot (publicada entre 1751 e 1766), que por sua vez havia sido inspirada pela anterior Chambers Cyclopaedia. A Britannica foi, primeiramente, uma empresa escocesa e tinha como símbolo o cardo, o emblema nacional da Escócia. A criação da enciclopédia é um dos mais famosos e perseverantes legados do Iluminismo Escocês. Nesta fase, a Britannica deixou de ser um conjunto de três volumes (1.ª edição) compilados por um jovem editor — William Smellie — para se tornar uma obra de vinte volumes escrita por numerosas autoridades. Embora várias outras enciclopédias tenham competido com a Britannica, como a Rees's Cyclopaedia e a Encyclopaedia Metropolitana, de Samuel Taylor Coleridge, estes rivais ou faliram, ou ficaram inacabados por desentendimentos entre os editores. No fim desta fase, a Britannica tinha constituído uma rede de ilustradores, primeiramente entre os conhecidos de seus editores, sendo os mais relevantes Constable e Gleig.

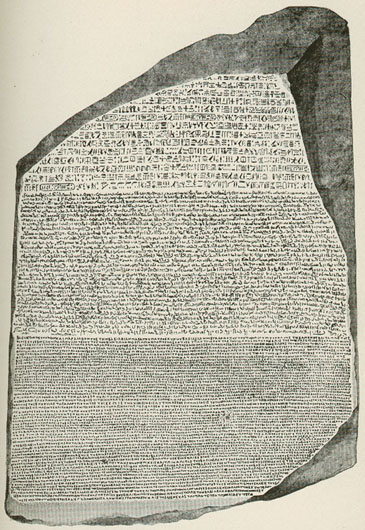
Edições de meados do século XIX da Encyclopædia Britannica incluíram pesquisas embrionárias, tais como o verbete sobre o Egipto, de Thomas Young, que incluía a tradução dos hieróglifos na gravura da Pedra de Rosetta.

Durante a segunda fase (edições 7 a 9, 1827–1901), a Britannica foi gerida pela editora de Edimburgo, A & C Black. Embora alguns colaboradores fossem recrutados novamente através relacionamentos, sendo Macvey Napier o mais relevante, outros foram atraídos pela reputação sempre crescente da Britannica. Os colaboradores muitas vezes vinham de outros países e incluíam algumas das autoridades mais respeitadas nas suas áreas. Na sétima edição foi incluído, pela primeira vez, um índice geral de todos os artigos, prática que se manteve até 1974. O primeiro editor-chefe nascido em Inglaterra foi Thomas Spencer Baynes, que supervisionou a produção da famosa 9.ª edição; nomeada "Edição Acadêmica", a 9.ª edição é muitas vezes considerada como sendo a Britannica mais direcionada ao uso acadêmico alguma vez produzida. No entanto, no fim do século XIX, a 9.ª edição estava desatualizada e a Britannica enfrentava sérias dificuldades financeiras.
Na terceira fase (10.ª a 14.ª edições, 1901–1973), a Britannica foi gerida por negociantes estadunidenses, que introduziram técnicas de venda agressivas, tais como o marketing direto e venda porta a porta, a fim de aumentar os lucros. Os donos norte-americanos simplificaram, gradualmente, os verbetes da Britannica, fazendo-a menos acadêmica, mas mais inteligível para o mercado das massas. A décima edição foi rapidamente produzida, como suplemento da 9.ª, mas a 11.ª edição ainda é prezada pela sua excelência; o seu dono, Horace Everett Hooper, esforçou-se na busca da sua perfeição. Quando Hooper entrou em dificuldades financeiras, a Britannica passou a ser gerida por Sears Roebuck durante cerca de 18 anos (1920–1923, 1928–1943). Em 1932, a vice-presidente de Sears, Elkan Harrison Powell, assumiu a presidência da Britannica; em 1936, começou a política de revisão contínua (ainda praticada), que faz com que cada verbete seja verificado e possivelmente revisado pelo menos duas vezes em cada década. Esta foi uma grande mudança pois com a prática anterior, os artigos não eram alterados a não ser aquando de uma nova edição, com cerca de 25 anos de intervalo, com alguns artigos sendo transportados de edições anteriores sem alteração. Powell, agressivamente, desenvolveu novos produtos educacionais, que se baseavam na reputação da Britannica. Em 1943, a posse passou de Sears Roebuck para William Benton, diretor da Britannica até sua morte, em 1973. Benton fundou ainda a Fundação Benton, que geriu a Britannica até 1996. Em 1968, perto do fim desta fase, a Britannica celebrou o seu bicentenário.
Na quarta fase (15.ª edição, 1974–1994), a Britannica introduziu a sua 15.ª edição, que foi reorganizada em três partes: a Micropædia, a Macropædia e a Propædia. Sob influência de Mortimer J. Adler (membro do quadro de editores da Encyclopædia Britannica desde o seu ingresso na companhia, em 1949, e seu presidente desde 1974; diretor dos planos para realização da 15.ª edição da Britannica, desde 1965), a Britannica procurou não só ser uma boa obra de referência e uma ferramenta educacional, mas também sistematizar todo o conhecimento humano. A ausência de um índice separado e o agrupamento de artigos em duas enciclopédias paralelas (a Micro- e a Macropædia) provocaram uma "tempestade de críticas" sobre a 15.ª edição, inicialmente. Em resposta, a 15.ª edição foi totalmente reorganizada e indexada para novo lançamento em 1985. A segunda versão da 15.ª edição continua a ser revisada e publicada; a versão mais recente foi impressa em 2007. O título oficial da 15.ª edição é Nova Encyclopædia Britannica, e está ainda a ser promovida como Britannica 3.

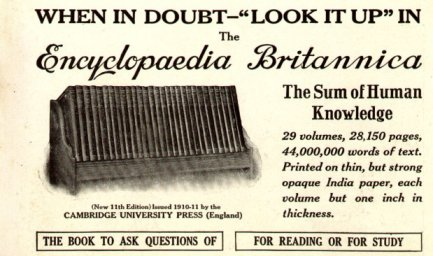
Anúncio da 11.ª edição, em maio de 1913, na revista National Geographic

Na quinta fase (1994–presente), foram desenvolvidas versões digitais da Britannica, lançadas em disco óptico e internet. Em 1996, a Britannica foi comprada à Fundação Benton por Jacqui Safra, bastante abaixo do seu valor, devido às dificuldades financeiras por que a editora passava. A editora Encyclopædia Britannica, Inc. dividiu-se em 1999. Uma parte manteve o nome da companhia e desenvolveu a versão impressa; a outra parte, Britannica.com Inc., desenvolveu as versões digitais. Desde 2001, estas duas companhias partilharam um único CEO, Ilan Yeshua, que continuou a estratégia de expansão da Encyclopædia Britannica, Inc. de Elkan Harrison Powell em lançar novos produtos sob a marca Britannica.[carece de fontes?]

### Dedicatórias
A Britannica foi dedicada aos monarcas britânicos de 1788 a 1901 e, após sua venda a uma sociedade estadunidense, ao monarca britânico e ao presidente dos EUA. Assim, a 11.ª edição foi "dedicada, com permissão, a Sua Majestade Jorge V, Rei da Grã-Bretanha e Irlanda e dos Domínios Britânicos de além-mar, Imperador da Índia, e a William Howard Taft, Presidente dos Estados Unidos". A ordem destas duas dedicatórias mudou com os poderes relativos dos EUA e da Grã-Bretanha, e com as vendas relativas da Britannica nesses países; a versão de 1954 da 14.ª edição é "dedicada, com permissão aos Chefes de Estado das Duas Nações Anglófonas, Dwight D. Eisenhower, Presidente dos Estados Unidos, e a Sua Majestade, Isabel II". De acordo com esta tradição, a versão de 2007 da corrente 15.ª edição é "dedicada, com permissão, ao então Presidente dos Estados Unidos, George W. Bush, e a Sua Majestade, Elizabeth II".

## Avaliação popular e da crítica

### Reputação

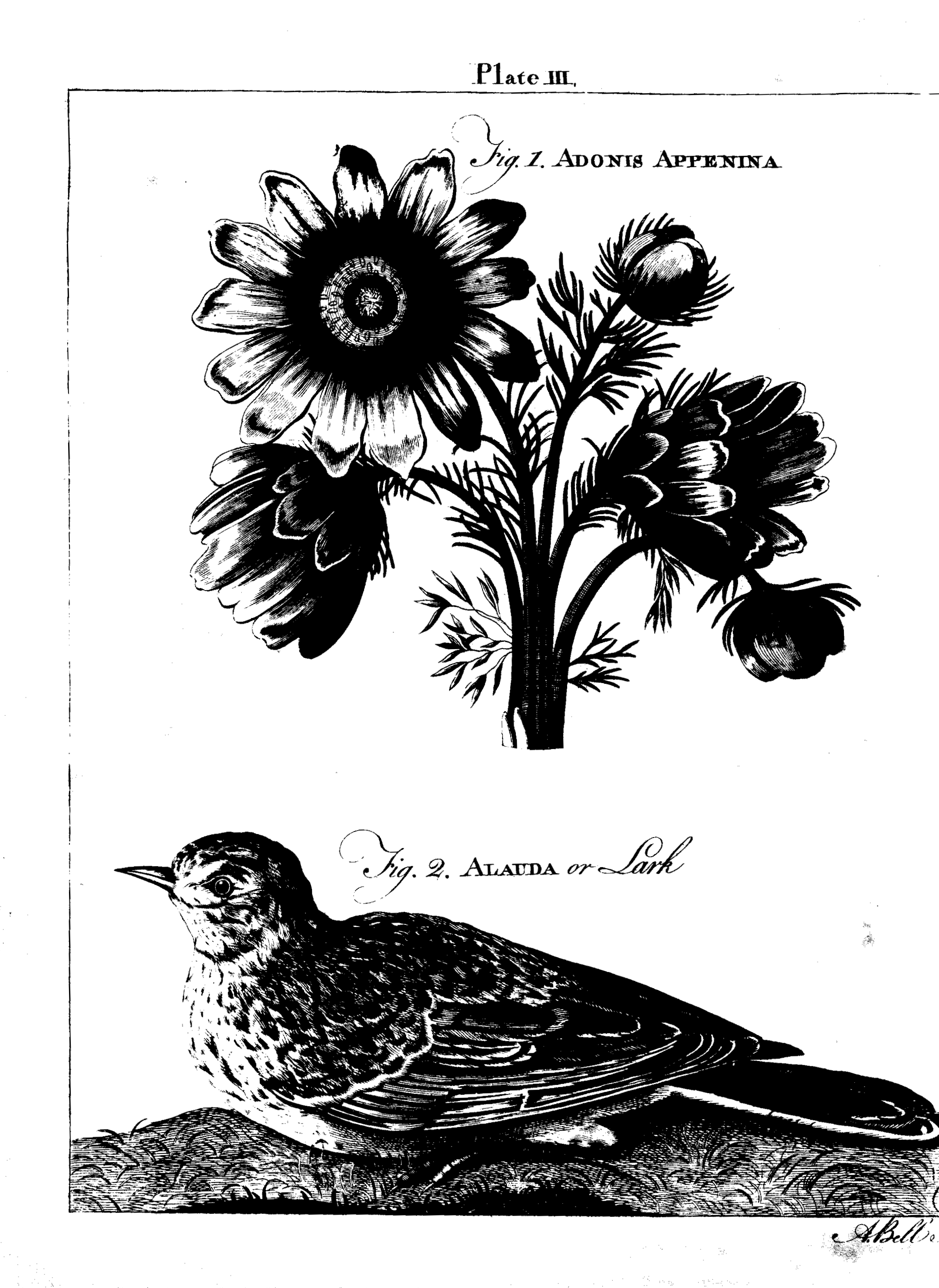
Clichê em cobre feito por Andrew Bell, figurando a 1.ª edição

Desde a 3.ª edição, a Britannica usufruiu de uma reputação excelente, tanto popular como crítica. Várias edições, desde a 3.ª a 9.ª foram pirateadas para venda nos EUA, começando com a Dobson's Encyclopædia. No lançamento da 14.ª edição a revista Time batizou a Britannica como "O Patriarca das Bibliotecas". Em um anúncio relacionado, o naturalista William Beebe foi citado como dizendo que a Britannica estava "além de comparação porque não há nenhum concorrente".
Referências à Britannica podem ser encontradas em meio da literatura inglesa, notadamente na obra de Arthur Conan Doyle, em seu personagem mais conhecido, Sherlock Holmes, na história "The Red-Headed League". Este conto foi realçado pelo Lord Mayor of Londres, Gilbert Inglefield, durante o bicentenário da Britannica.
A obra goza de reputação popular como o sumário de todo o conhecimento humano. A fim de aprimorar seus conhecimentos, muitos se dedicaram à leitura de toda a enciclopédia, levando de 3 a 22 anos para consegui-lo. Quando Fat'h Ali Shah Qajar se tornou o Xá da Pérsia, em 1797, foi-lhe ofertado um conjunto completo da 3.ª edição da Britannica, que ele leu na íntegra; depois deste feito, ele estendeu o seu título real, incluindo "O Mais Formidável Senhor e Mestre da Encyclopædia Britannica”. O escritor George Bernard Shaw afirma ter lido inteira a 9.ª edição — excepto os artigos científicos — e Richard Evelyn Byrd levou a Britannica como material de leitura para a sua estadia de cinco meses no Polo Sul, em 1934. Mais recentemente, A.J. Jacobs, um editor da revista Esquire, leu a versão inteira de 2002 da 15.ª edição, descrevendo as suas experiências num livro, em 2004, intitulado The Know-It-All: One Man's Humble Quest to Become the Smartest Person in the World (“O Sabe-tudo: A jornada de um homem humilde para se tornar a pessoa mais inteligente do mundo”, em livre tradução). Apenas duas pessoas se conhece como tendo lido duas edições diferentes: o autor C. S. Forester e Amos Urban Shirk, um negociante estadunidense, que leu a 11.ª e a 14.ª edições, dedicando, para isso, cerca de três a quatro horas e meia por noite para ler a 11.ª. Vários editores-chefes da Britannica provavelmente leram as suas edições na íntegra, tais como William Smellie (1.ª edição), William Robertson Smith (9.ª edição), e Walter Yust (14.ª edição).

### Prêmios
A Britannica tem recebido diversas premiações ao longo de sua existência. A versão on-line ganhou, em 2005, o Prêmio Codie para "Melhor Serviço Online de Informação ao Cliente"; os prêmios Codie são concedidos anualmente pela Software and Information Industry Association a fim de reconhecer os melhores produtos entre as categorias de software. Em 2006, a Britannica foi de novo finalista. Similarmente, a versão CD/DVD-ROM da Britannica recebeu, em 2004, o Prêmio de Distinção, pela Association of Educational Publishers, e prêmio Codie, em 2001 e 2002.

### Temas
Como enciclopédia generalista, a Britannica procura descrever a mais ampla gama de assuntos possível. Os temas são escolhidos, em parte, por referência no "Esboço do Conhecimento" da Propædia. Grande parte da Britannica é dedicada à geografia (26% da Macropædia), biografia (14%), biologia e medicina (11%), literatura (7%), física e astronomia (6%), religião (5%), arte (4%), filosofia ocidental (4%), e direito (3%). Um estudo complementar da Micropædia descobriu que 25% dos verbetes eram do ramo da geografia, 18% de ciências exatas, 17% das ciências humanas, 17% eram biografias, e 25% sobre todos os outros ramos das humanidades. Em 1992, um revisor escreveu que "o alcance, a profundidade, a exatidão da análise [da Britannica] são insuperáveis por qualquer outra enciclopédia generalista".
A Britannica não trata os tópicos equivalentes com igual riqueza de detalhes; por exemplo, o verbete Budismo e a maioria das outras religiões são cobertas por um único verbete da Macropædia, enquanto 14 verbetes são dedicados ao Cristianismo, representando cerca de metade de todos os verbetes sobre religião. No entanto, tem recebidos louvores por ser considerada a menos enviesada de todas as enciclopédias generalistas, comercializadas para leitores ocidentais e prezada pelas suas biografias de mulheres importantes de todas as eras.
Pode-se afirmar, sem receio de contradição, que a 15.ª edição da Britannica no que diz respeito às culturas, sociedades e desenvolvimento científicos não-ocidentais é mais informativa do que qualquer outra enciclopédia em idioma inglês atualmente no mercado.Original (em inglês): It can be stated without fear of contradiction that the 15th edition of the Britannica accords non-Western cultural, social, and scientific developments more notice than any general English-language encyclopedia currently on the market.— Kenneth Kister em Kister's Best Encyclopedias (1994) (em inglês)

### Crítica
A Britannica também tem recebido fortes críticas, especialmente quando as suas edições se tornam desatualizadas. É dispendioso produzir uma nova edição, completa, da Britannica, e os seus editores, em geral, atrasam as novas edições, tanto quanto sensatamente possível (por norma, cerca de 25 anos). Por exemplo, apesar da política de revisão contínua, a 14.ª edição ficou significativamente desatualizada após 35 anos (1929–1964). Quando o físico norte-americano Harvey Einbinder detalhou os seus erros no seu livro de 1964, The Myth of the Britannica, o feito resultou em que a enciclopédia produziu a 15.ª edição, que requereu dez anos de trabalho. Continua sendo difícil manter a Britannica atualizada; um crítico escreveu, recentemente, que "não é difícil encontrar verbetes desatualizados ou a precisar de revisão", constatando que os artigos maiores, da Macropædia, correm mais riscos de estarem desatualizados do que os mais curtos, da Micropædia. A informação na Micropædia por vezes é inconsistente com a matéria correspondente no verbete da Macropædia, principalmente porque uma delas está desatualizada. As bibliografias dos artigos da Macropædia obtiveram mais críticas por estarem mais desatualizadas do que pelos artigos em si.
Historicamente, dentre os autores da Britannica foram incluídas autoridades eminentes, tais como Albert Einstein, Marie Curie e Leon Trotsky. No entanto, alguns dos seus colaboradores têm sido criticados pela sua falta de conhecimento técnico específico:
Com uma temeridade quase espantosa, (o Sr. Philips, colaborador da Britannica) produz devaneios sobre quase todos os campos europeus da história, política, sociedade, igreja… A afronta é que (este trabalho) carece de autoridade. Isto, também — esta confiança na força editorial em vez de no perfeito aprendizado da especialização — pode, aliás, ser tido como “americanização”: pois certamente nada humilha tanto o saber acadêmico como nossas enciclopédias americanas.Original (em inglês): With a temerity almost appalling, [the Britannica contributor, Mr. Philips] ranges over nearly the whole field of European history, political, social, ecclesiastical… The grievance is that [this work] lacks authority. This, too—this reliance on editorial energy instead of on ripe special learning—may, alas, be also counted an "Americanizing": for certainly nothing has so cheapened the scholarship of our American encyclopaedias.— Prof. George L. Burr em American Historical Review (1911) (em inglês)

#### Opiniões
Várias autoridades, desde Virginia Woolf até professores académicos, têm criticado a Britannica por conter opiniões burguesas e antiquadas sobre as artes, a literatura e as ciências sociais. Por exemplo, a 11.ª edição foi acusada de negligenciar a obra de Sigmund Freud. Um professor contemporâneo da Universidade Cornell, Edward B. Titchener, escreveu, "a Britannica não reproduz a atmosfera filosófica dos seus dias e sua geração… Apesar da aura de autoridade, e apesar da fiscalização do pessoal, a grande maioria dos artigos secundários, em geral, psicologia;… não estão adequados aos parâmetros da cultura do leitor".

#### Racismo e sexismo em edições anteriores
Pelos padrões modernos, as edições passadas da Britannica contiveram artigos cobertos de racismo e sexismo. A 11.ª edição caracteriza a Ku Klux Klan como que protegendo a raça branca e restaurando a ordem aos estados sulistas depois da guerra civil, citando a necessidade de "controlar os negros" para "prevenir qualquer combinação de raças" e "a frequente ocorrência do crime de violação de mulheres brancas, por homens negros". Similarmente, o verbete sobre Civilização argumenta sobre eugenia, afirmando que é irracional "propagar pessoas com baixo grau de inteligência, aumentando as fileiras dos pobres, deficientes e criminosos, que hoje em dia constituem obstáculo a ameaçar o progresso racial". A 11.ª edição não biografou Marie Curie, apesar de ela ter recebido o Nobel de Física de 1903 e o Nobel de Química de 1911, embora seja brevemente mencionada na biografia do marido Pierre Curie. A Britannica empregava uma vasta equipa feminina, que escreveu centenas de verbetes, pelos quais não obtiveram qualquer crédito.

#### Imprecisão
Em 1912, o matemático L. C. Karpinski criticou a 11.ª edição da Britannica pelas suas muitas imprecisões em artigos de história da matemática, nenhum dos quais havia sido escrito por especialistas da área. Em 1917, o crítico de arte Willard Huntington Wright publicou o livro, Misinforming a Nation, que trouxe a público as imprecisões na língua inglesa da 11.ª edição, particularmente nos verbetes sobre humanidades. Muito das críticas de Wright foram também endereçadas a edições posteriores da Britannica. No entanto, o seu livro foi acusado de polêmico por alguns órgãos da imprensa de seu tempo; por exemplo, o New York Times descreveu-o como "livro maldoso e frívolo", enquanto o The New Republic opinava que "é uma infelicidade para o propósito do Sr. Wright, o facto de ter procedido de modo anticientífico e ter justificado tão pouco a sua crítica". Outro crítico, o escritor inglês e antigo padre Joseph McCabe, afirmou em seu livro Lies And Fallacies of The Encyclopædia Britannica (1947), que a Britannica era susceptível à pressão editorial da Igreja Católica Romana.
A Britannica sempre admitiu que os erros eram inevitáveis numa enciclopédia. Falando da 3.ª edição (1788-97), seu editor-chefe George Gleig escreveu que “a perfeição parece ser incompatível com a natureza do trabalho de construir-se algo como este planejado, e que alberga tamanha variedade de assuntos”. Mais recentemente (março de 2006), a Britannica trouxe uma mensagem onde se lia que “nós nunca insinuamos que a Britannica é livre de erros, nunca fizemos tal afirmação”.
O sentimento é expresso pelo editor original da obra, William Smellie:
No que diz respeito aos erros em geral, quer surjam sob a epígrafe de intelectuais, tipográficos ou acidentais, estamos conscientes de sermos capazes de indicar um número maior do que qualquer um dos críticos. Homens que não estão familiarizados com as imensas dificuldades que assistem à execução dum trabalho de tal natureza e extensão fazem seu próprio salário. A estes nós apelamos, para que somente então possamos descansar satisfeitos com o julgamento que proferirem.Original (em inglês): With regard to errors in general, whether falling under the denomination of mental, typographical or accidental, we are conscious of being able to point out a greater number than any critic whatever. Men who are acquainted with the innumerable difficulties of attending the execution of a work of such an extensive nature will make proper allowances. To these we appeal, and shall rest satisfied with the judgment they pronounce.— William Smellie no prefácio da 1.ª edição da Britannica (em inglês)

## Situação atual[quando?]

### Versão impressa de 2007
Desde 1985, a enciclopédia está dividida em quatro partes: a Micropædia, a Macropædia, a Propædia, e os dois volumes do índice. Seus verbetes estão contidos na Micro- e Macropædia com doze e 17 volumes, respectivamente, cada um deles contendo aproximadamente mil páginas. A versão de 2007 traz 699 artigos na Macropædia, que variam em tamanho de duas até 310 páginas, contendo referências e nome dos autores; em contrapartida, a Micropædia possui cerca de 65 mil verbetes, a grande maioria dos quais (em volta de 97%) contendo menos que 750 palavras, nenhuma referência e nenhum colaborador assinando. Estes artigos foram planejados para oferecer uma informação rápida, e para auxiliar a localização rápida do conteúdo disponível na Macropædia que, por sua vez, possui artigos elaborados por autoridades e bem-escritos dentro de cada especialização, contendo dados reunidos sobre o tema que não se encontram noutra parte. O mais longo artigo, com 310 páginas é sobre os Estados Unidos, e é resultado da fusão dos artigos de todos os 50 estados. As informações podem ser encontradas seguindo-se as referências cruzadas entre Micro e Macropædia — embora elas sejam escassas, sendo calculada uma média de uma referência cruzada por página. Consequentemente, recomenda-se aos leitores que façam a busca no índice alfabético inicialmente, ou à Propædia, que organizam o conteúdo geral através de tópicos.
O lema da Propædia é "Esboço do Conhecimento" (Outline of Knowledge), indicando que pretende realizar uma organização lógica para todo o conhecimento humano. Efetivamente, esse esboço é usado pelos editores da enciclopédia para decidir quais artigos devem ser incluídos nas duas outras subdivisões. Também tem a pretensão de servir de guia ao consulente, sugerindo-lhe os artigos que deverá ler para ter um conhecimento mais aprofundado sobre o tópico. As bibliotecas, entretanto, constataram que este volume é raramente utilizado, e os revisores sugeriram que fosse abolido da enciclopédia. A Propædia também possui transparências coloridas da anatomia humana, e vários apêndices contendo a listagem dos membros administrativos, conselheiros e colaboradores de todas as três subdivisões da obra.
Vistas juntas, Micropædia e Macropædia contêm cerca de 40 milhões de palavras e 24 mil imagens. Os dois volumes de índice têm 2 350 páginas, listando 225 274 tópicos com 474 675 sub-entradas sob esses tópicos. Em geral, a ortografia britânica é preferida sobre a norte-americana; como exemplo, a palavra colour é usada ao invés de color, centre no lugar de center e encyclopaedia em vez de encyclopedia. Entretanto, algumas exceções ocorrem, como uso de defense ao invés do britânico defence. A solução alternativa encontrada é o uso de referências cruzadas como em "Color: see Colour".
Desde 1936 os artigos são revisados em períodos regulares, considerando que a cada ano ao menos 10% deles sejam revisados. De acordo com um dos sítios da Britannica, 46% dos artigos são revisados a cada três anos; entretanto, em outro sítio, é informado que apenas 35% dos verbetes sofrem revisão neste período.
A ordenação alfabética dos artigos na Micro- e Macropædia segue a regras rígidas.
Diacríticos e letras não usadas no inglês são ignorados, enquanto entradas numéricas como "1812, War of" são ordenadas como se os números fossem escritos na forma cardinal ("Eighteen-twelve, War of"). Verbetes com nomes iguais recebem a seguinte ordem: primeiro as pessoas, depois os lugares e por último as coisas. Governantes com nomes idênticos são sequenciados primeiro pelo país, e em seguida pela cronologia; Assim, Carlos III da França (Charles III of France) precede Carlos I do Reino Unido (Charles I of England), por ser listado na Britannica como rei da Grã-Bretanha e Irlanda (Great Britain and Ireland) — ou seja, são listados como se seus nomes fossem escritos assim: "Charles, France, 3" e "Charles, Great Britain and Ireland, 1". De forma similar, os lugares de nomes iguais são organizados alfabeticamente pelos países, e depois pela condição das subdivisões políticas.[carece de fontes?]

### Material impresso relacionado
Existem diversas edições abreviadas da enciclopédia Britannica. A Concise, por exemplo, reúne num só volume 28 mil verbetes curtos que condensam os 32 volumes da edição integral. A Compton's by Britannica, que incorpora o formato da Enciclopédia Compton, e dirigida a crianças e adolescentes entre 10-17 anos, consiste em 26 volumes e 11 mil páginas.
Outros produtos incluem o My First Britannica, voltado para crianças entre 6 a 12 anos, e a Britannica Discovery Library, escrita para crianças com idades de 3 a 6 anos.
Desde 1938 a Encyclopædia Britannica, Inc. edita anualmente o Book of the Year (Livro do Ano), reunindo os eventos ocorridos no último ano, que estão disponíveis on-line a partir da edição de 1994 (com os eventos de 1993, portanto).[carece de fontes?]
A companhia ainda edita material especializado de referência, trabalhos como "Shakespeare: The Essential Guide to the Life and Works of the Bard" (Shakespeare: O Guia Essecial da Vida e da Obra do Bardo) (Wiley, 2006).[carece de fontes?]

### Midia eletrônica
O Britannica Ultimate Reference Suite 2006 DVD contém mais de cem mil artigos. Inclui 73 645 artigos da Britannica impressa, com restante de material da Britannica Student Encyclopædia, da Britannica Elementary Encyclopædia e do Britannica Book of the Year (1993–2004), e ainda alguns artigos "clássicos" das primeiras versões da enciclopédia. O pacote inclui uma gama de conteúdos adicionais, como mapas, vídeos, clipes sonoros, animações e ligações à web. Também oferece ferramentas de estudo e entradas de dicionário e léxico da Merriam-Webster.[carece de fontes?]
A Encyclopædia Britannica On-line é um site com mais de 120 mil artigos atualizados regularmente. Possui referências diárias, atualizações e ligação para notícias do The New York Times e da BBC. A assinatura do conteúdo pode ser anual, mensal ou semanal. Planos especiais de assinatura são oferecidos a escolas, faculdades e bibliotecas; estes subscritores institucionais são uma parte importante dos negócios da Britannica. Alguns artigos têm acesso livre, mas são exibidas apenas algumas linhas de texto. Iniciado no começo de 2007, a Britannica vem disponibilizando ligações para artigos com acesso livre, em sítios externos. Tais ligações externas melhoram com frequência o ranking dos artigos nos resultados dos buscadores.
Em 20 de fevereiro de 2007 a Encyclopædia Britannica, Inc. anunciou que irá trabalhar com a companhia de buscas em telefonia móvel AskMeNow a fim de lançar uma enciclopédia móvel. Os usuários poderão enviar uma pergunta por mensagem de texto, e a AskMeNow procurará num dos 28 mil verbetes da Britannica uma resposta concisa para a questão. Tópicos diários, que serão enviados diretamente aos celulares dos usuários, também fazem parte do plano.[carece de fontes?]

## Responsáveis e colaboradores

### Colaboradores
A versão impressa de 2007 da Britannica ostenta 4 411 colaboradores, com figuras proeminentes, entre eles o Nobel de Economia Milton Friedman, o astrônomo Carl Sagan e o cirurgião Michael DeBakey. Um quarto dos colaboradores já morreu, alguns há tempo tão distante como em 1947 (caso de Alfred North Whitehead), enquanto outro quarto é aposentado ou emérito. A maioria (98%, aproximadamente), contribui para um único artigo; entretanto, 64 contribuíram em três artigos, 23 ajudaram em quatro, dez contribuíram em cinco e oito contribuíram em mais de cinco verbetes. Uma exceção prolífica foi o Drª. Christine Sutton, da Universidade de Oxford, que contribuiu em 24 artigos sobre física de partículas.[carece de fontes?]

### Administração

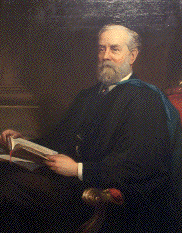
Retrato de Thomas Spencer Baynes, editor da 9.ª edição, pintado em 1888, atualmente no Senado Acadêmico da Universidade de St. Andrews, na Escócia

Dale Hoiberg, um sinólogo, é presentemente o vice-presidente sênior e editor-chefe da Britannica. Seus predecessores como editores-chefes foram Hugh Chisholm (1902–1924), James Louis Garvin (1926–1932), Franklin Henry Hooper (1902–1938), Walter Yust (1938–1960), Harry Ashmore (1960–1963), Warren E. Preece (1964–1968, 1969–1975), Sir William Haley (1968–1969), Philip W. Goetz (1979–1991), e Robert McHenry (1992–1997). Anita Wolff e Theodore Pappas são a editora assistente e editor executivo, respectivamente. Editores executivos anteriores incluem John V. Dodge (1950–1964) e Philip W. Goetz.[carece de fontes?]
A Britannica mantém um departamento editorial com cinco editores seniores, e nove editores associados, supervisado por Dale Hoiberg e outros quatro. O departamento editorial auxilia na autoria dos artigos da Micropædia e nalgumas seções da Macropædia.

### Conselheiros editoriais
A Britannica possui um quadro de conselheiro editoriais, que correntemente inclui 14 acadêmicos distintos:
- Sobre presidentes equatorianos — Rosalía Arteaga,
- Fisiologia/laureados com o Nobel de Fisiologia ou Medicina — David Baltimore,
- Literatura religiosa — Wendy Doniger,
- Economia política — Benjamin M. Friedman,
- Conselho de Relações Externas, presidente emérito — Leslie H. Gelb,
- Laureados do Nobel de Física — Murray Gell-Mann,
- Carnegie Corporation of New York, presidente — Vartan Gregorian,
- Vencedores do Prêmio Pritzker de Arquitetura — Zaha Hadid,
- História da Guerra Civil dos Estados Unidos da América — James M. McPherson,
- Filósofos — Thomas Nagel,
- Ciência cognitiva — Donald Norman,
- Musicologia — Don Michael Randel,
- Laureados com o Nobel de Economia — Amartya Sem e Barão Sutherland of Houndwood.

A Propædia e seu Outline of Knowledge são feitos por dúzias de conselheiros editoriais sob a direção de Mortimer J. Adler. Metade destes conselheiros já é falecida, incluindo antigos chefes dos editores dessa seção: René Dubos (m. 1982), Loren Eiseley (m. 1977), Harold D. Lasswell (m. 1978), Mark Van Doren (m. 1972), Peter Ritchie Calder (m. 1982) e Mortimer J. Adler (m. 2001). A Propædia lista ainda quatro mil colaboradores consultados, mas que não assinaram os artigos da Micropædia.

### Estrutura corporativa
Em janeiro de 1996, a Britannica pertencente à Fundação Benton, foi comprada pelo milionário suíço das finanças Jacqui Safra, e que atualmente é o presidente do quadro administrativo. Em 1997, Don Yannias, sócio de longa data e conselheiro de negócios de Safra, tornou-se o executivo-chefe da Encyclopædia Britannica, Inc.. Uma nova companhia, a Britannica.com Inc., foi iniciada em spin-off em 1999, para desenvolver uma versão digital da Britannica, tendo Yannias a chefia desse empreendimento, enquanto o cargo equivalente da Encyclopædia Britannica, Inc. permaneceu acéfalo por dois anos. A gestão de Yannias deu prejuízos, grandes demissões e perdas financeiras. Em 2001, ele foi finalmente substituído por Ilan Yeshua, que reuniu a direção das duas companhias. Yannias retornou mais tarde como administrador financeiro, mas não mais integrou o Conselho de Administração da Britannica.[carece de fontes?]
Em 2003, o então consultor administrativo Jorge Aguilar-Cauz foi nomeado presidente da Encyclopædia Britannica, Inc. Cauz é executivo sênior e reporta-se diretamente ao Conselho Administrativo da empresa. Apesar de seu estilo dominador e acadêmico, realizou alianças agressivas com outras empresas e estendeu a marca Britannica como um marco e como produto de referência educativa, continuando uma estratégia iniciada ainda em meados dos anos 1930 por seu predecessor Elkan Harrison Powell.
Sob a propriedade de Safra a companhia sofreu dificuldades financeiras, o que foram enfrentadas com a redução dos preços de seus produtos e implementação de drásticos cortes de gastos. De acordo com um relatório de 2003 do New York Post, a administração da Britannica demitiu os empregados do plano 40 (k) e encorajou o uso de imagens sem direito autoral. Estas mudanças, porém, tiveram impactos negativos, como, por exemplo, a demora de seis meses no pagamento dos colaboradores independentes, e seu pessoal passou vários anos sem melhoria de salários
A Encyclopædia Britannica, Inc. possui atualmente as marcas registradas das palavras Britannica, Encyclopædia Britannica, Macropædia, Micropædia, e Propædia, como também do seu logotipo em formato de cardo. Vem exercendo seus direitos de copyright desde 2005.

## Concorrência
Por ser uma obra genérica, a Britannica não compete com enciclopédias especializadas, como por exemplo uma Encyclopedia of Mathematics ou um Dictionary of the Middle Ages (Dicionário da Idade Média), obras que podem dedicar muito mais espaço aos temas específicos de que tratam. Em seus primeiros anos, o principal concorrente, em língua inglesa, era a enciclopédia geral de Ephraim Chambers e, logo após, Rees's Cyclopaedia e a Encyclopaedia Metropolitana, de Coleridge. No século XX, os mais diretos competidores foram Collier's Encyclopedia, a Encyclopedia Americana, e o World Book Encyclopedia. Cada uma dessas publicações tinha qualidades para tornar-se excelente, com escrita excepcionalmente clara ou ilustrações soberbas. Não obstante, era consideração geral que a Britannica possuía maior autoridade do que qualquer outra enciclopédia em língua inglesa, especialmente em razão de sua extensa abrangência e por possuir em seus quadros autores eminentes. Entretanto, a versão impressa da Britannica é mais cara do que a de seus competidores.

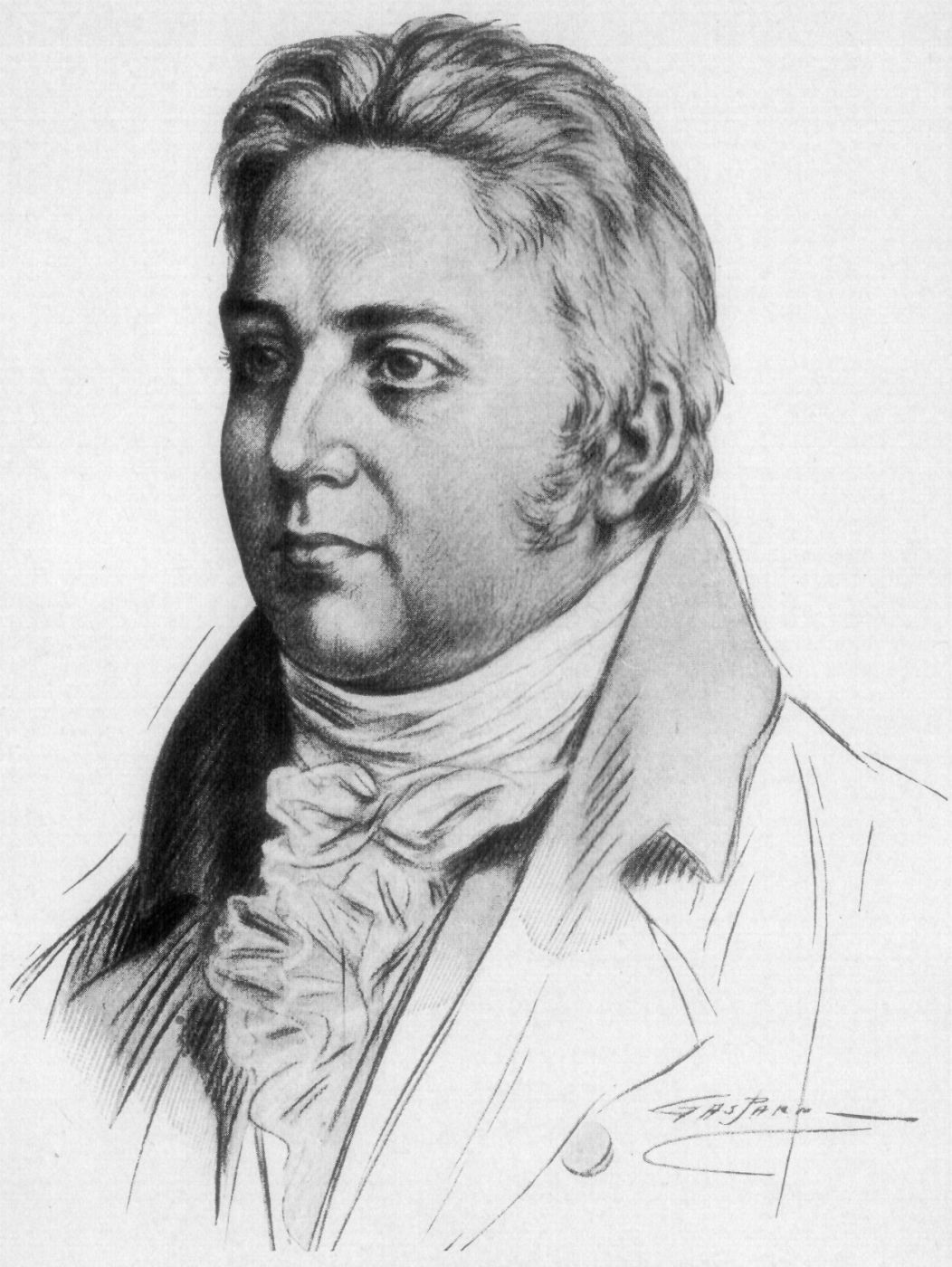
Samuel Taylor Coleridge foi um enciclopedista concorrente, com seu Tratado Preliminar do Método

Desde o começo dos anos 1990 que a Britannica enfrenta o desafio de novas fontes de informação digitais. A internet, facilitada com o desenvolvimento dos sistemas de busca, cresceu como uma fonte comum de informação para muitas pessoas, provendo acesso fácil e rápido a fontes originais seguras e opiniões de expertos, graças em parte a iniciativas como o Google Books, o MIT e seu MIT OpenCourseWare, e ainda a PubMed Central — uma biblioteca livre da National Library of Medicine. Em geral, a internet tende a prover cobertura mais atual do que a mídia impressa, devido à facilidade de atualização. Em campos com rápidas mudanças tal como ciência, tecnologia, política, cultura e história moderna, a Britannica luta para manter-se atualizada, um problema que foi sistematicamente analisado, inicialmente por seu ex-editor Walter Yust. Embora a enciclopédia esteja disponível atualmente em multimídia e ainda na internet, sua primazia é desafiada por outras enciclopédias on-line, como a Encarta e a Wikipédia.[carece de fontes?]

### Enciclopédias impressas
A Encyclopædia Britannica foi comparada com outras enciclopédias impressas, tanto qualitativa como quantitativamente. O comparativo mais famoso foi feito em nos anos 1990 por Kenneth Kister, que traçou um paralelo desta com a Collier's Encyclopedia e a Encyclopedia Americana. Para a análise quantitativa, dez artigos foram escolhidos ao acaso: circuncisão, Charles Drew, Galileu, Philip Glass, cardiopatia (doenças cardíacas), QI, urso panda, assédio sexual, Santo Sudário e Uzbequistão — e notas (A-D, F) foram atribuídas em quatro categorias: amplitude, precisão, clareza e atualização. Em todas as quatro categorias avaliadas, e para as três enciclopédias, as médias atribuídas ficaram entre B- e B+, principalmente porque nenhuma delas apresentava, em 1994, nenhum verbete sobre assédio sexual. Na categoria precisão, a Britannica recebeu um D e oito As. A Encyclopedia Americana teve oito As, e a Collier's recebeu um D e sete As; Assim a Americana ficou com 95%, enquanto as duas outras tiveram 92% no quesito precisão. A edição de 1994 da Britannica falhou por publicar uma história polêmica sobre Charles Drew, que havia sido desmentida há muito tempo. No quesito cronologia, a Britannica recebeu aprovação de 86%, a Americana 90% e a Collier's 85%. Depois de uma análise comparativa mais completa entre as três enciclopédias, Kister recomendou a Collier's Encyclopedia como a superior entre as três, considerando principalmente a escrita excelente, apresentação equilibrada e facilidade na consulta.[carece de fontes?]

### Enciclopédias digitais e mídias ópticas
O mais notável competidor da Britannica em matéria de enciclopédias digitais em CD/DVD-ROM é a Encarta, uma moderna enciclopédia de multimédia que incorpora três enciclopédias impressas: Funk and Wagnalls, Collier's e New Merit Scholar. A Encarta é a mais vendida enciclopédia multimédia, tomando por base a venda a varejo no mercado norte-americano entre janeiro de 2000 a fevereiro de 2006.
Ambas ocupam a mesma faixa de preços, sendo que em 2007 o último CD ou DVD da Encyclopædia Britannica valia 50 dólares estadunidenses e o DVD da Microsoft Encarta Premium 2007 valia 45 dólares estadunidenses. A Britannica possui cem mil artigos, além do Dicionário Merriam-Webster (somente na edição norte-americana), e oferece edições mais simplificadas para as escolas primárias e secundárias. A Encarta possui 66 mil verbetes, uma interface amigável personalizada, mapas interativos, matemática, gramática e ferramentas para trabalhos escolares, dicionários de língua inglesa em versões dos EUA e do Reino Unido, e uma edição para jovens. Assim como a Encarta, a Britannica foi criticada por ter edição parcial, dirigida ao público estadunidense; verbetes referentes ao Reino Unido são bem menos atualizados, os mapas dos EUA são mais detalhados que dos demais países e falta um dicionário do Reino Unido.
As duas enciclopédias estão disponíveis on-line por assinatura, embora mantenham parte do conteúdo para livre acesso.

### Enciclopédias da internet
Alternativas on-line para a Britannica incluem a Wikipédia, uma iniciativa livre e pioneira na Web, com conteúdo livre. A Wiki recebe um tráfego 450 vezes maior que a versão on-line da Britannica, segundo estatísticas independentes de visita em páginas feitas pela Alexa, nos primeiros três meses de 2007. Julgando pelos mais recentes dados de número de artigos ou palavras, a versão anglófona da Wikipédia é 20 vezes maior que a Britannica.
Uma diferença fundamental entre as duas enciclopédias reside na autoria dos verbetes. Os 699 artigos da Macropædia em geral são produzidos por colaboradores identificados, e os 65 mil da Micropædia são fruto do corpo editorial e identifica apenas os consultores. Assim, um verbete da Britannica ou identifica seu autor, ou um grupo de possíveis autores (o corpo editorial). Com exceção destes últimos, a maioria dos colaboradores da Britannica é de peritos em suas áreas, inclusive com laureados pelo prêmio Nobel. Em contrapartida, os artigos da Wikipédia são escritos por uma comunidade de editores de níveis variados de conhecimento: a maioria dos editores não atribui nenhuma especialização em particular; dentre aqueles que o fazem, muitos são anônimos e não possuem alguma credencial verificável.
Outra diferença é a velocidade de mudanças nos verbetes: a Britannica é publicada em modo impresso em intervalos de poucos anos, ao passo em que os artigos da Wiki mudam com frequência. Esta vem recebendo críticas em vários aspectos, e argumenta-se que não se pode esperar que venha competir com a Britannica em termos de precisão.
Em 14 de dezembro de 2005, o jornal científico Nature informou que existiam 162 erros na Wikipédia contra 123 na Britannica, dentro de 42 verbetes sobre ciências gerais, fortuitamente selecionados. Em sua réplica, detalhada em 20 páginas, a Encyclopædia Britannica, Inc. caracterizou o estudo da Nature como falho e enganado, e exigiu uma "imediata" retratação. Observou que dois dos artigos eram estudos feitos pelo "livro do ano" da edição, e não eram enciclopédicos; outros dois pertenciam à Compton's Encyclopedia (chamadas pelo sítio oficial da companhia de "Britannica Student Encyclopedia" — enciclopédia estudantil). A refutação menciona que alguns dos artigos apreciados pelos revisores eram combinados de vários verbetes, e que os outros artigos eram apenas excertos e foram penalizados por omissões factuais. A companhia também observou que vários fatos classificados pela Nature como erros eram variações menores de ortografia, e vários dos demais alegados erros eram questão de interpretação. A Nature defendeu sua publicação e não se retratou, declarando ainda que, como comparava a Wikipédia com a versão na rede da Britannica, utilizou-se do material que esta última disponibilizava em seu sítio da Web.

## Histórico das edições
| Edição/suplementar        | Anos de publicação | Tamanho                                                                            | Chefe(s) de editorial                                                                                               | Notas |
| ------------------------- | ------------------ | ---------------------------------------------------------------------------------- | --- | --- |
| 1.ª                       | 1768–1771          | 3 volumes, 2.670 págs., 160 clichês                                                | William Smellie | Em grande parte trabalho dum só editor, Smellie; 30 artigos maiores que 3 págs. |
| 2.ª                       | 1777–1784          | 10 volumes, 8.595 págs., 340 clichês                                               | James Tytler | 150 artigos longos; erros de páginação; todos os mapas no artigo "Geografia" |
| 3.ª                       | 1788–1797          | 18 volumes, 14579 págs., 542 clichês                                               | Colin Macfarquhar e George Gleig                                                                                    | 42 mil libras de lucro em dez mil cópias vendidas; introdução dos símbolos químicos |
| suplementar da 3.ª        | 1801               | 2 volumes, 1624 págs., 50 clichês                                                  | George Gleig | Copyright de Thomas Bonar, primeira dedicada ao Rei. |
| 4.ª                       | 1801–1809          | 20 volumes, 16033 págs., 581 clichês                                               | James Millar | Primeira a reter o copyright dos autores |
| 5.ª                       | 1817               | 20 volumes, 16017 págs., 582 clichês                                               | James Millar | Perdas financeiras com Millar e herdeiros de Andrew Bell; direitos da Britannica vendidos a Archibald Constable |
| suplementar da 5.ª        | 1816–1824          | 6 volumes, 4.933 págs., 125 clichês                                                | Macvey Napier | Recrutados colaboradores famosos, como Sir Humphry Davy, Sir Walter Scott, Malthus |
| 6.ª                       | 1820–1823          | 20 volumes                                                                         | Charles Maclaren | Falência de Constable em 19 de janeiro de 1826; direitos sob fiança de Adam Black |
| 7.ª                       | 1830–1842          | 21 volumes, 17.101 págs., 506 clichês, 187 págs. index                             | Macvey Napier, assistido por James Browne, LLD                                                                      | Aumento dos colaboradores famosos, como Sir David Brewster, Thomas de Quincey, Antonio Panizzi |
| 8.ª                       | 1853–1860          | 21 volumes, 17,957 págs., 402 clichês; separata 239 págs. index, publicada em 1861 | Thomas Stewart Traill                                                                                               | Alguns artigos longos copiados da 7.ª ed.; 344 colaboradores, incluindo William Thomson |
| 9.ª                       | 1875–1889          | 24 volumes, com um volume de índice                                                | Thomas Spencer Baynes (1875–80); depois W. Robertson Smith                                                          | Algumas cópias da 8.ª ed., mas a maior parte é trabalho novo; ponto alto na participação acadêmica; amplamente pirateada nos EUA                                                                                                 |
| 10.ª, suplementar da 9.ª  | 1902–1903          | 11 volumes, além dos 24 volumes da 9.ª                                             | Sir Donald Mackenzie Wallace e Hugh Chisholm, em Londres; Arthur T. Hadley & Franklin Henry Hooper em New York City | Parceiros norte-americanos compram os direitos da Britannica em 9 de Maio de 1901; método de venda de grande pressão. |
| 11.ª                      | 1910–1911          | 28 volumes, mais volume de índice                                                  | Hugh Chisholm em Londres, Franklin Henry Hooper em New York                                                         | Outro ponto alto na participação de acadêmicos e escritores; mais artigos do que a 9.ª, embora menores e mais simples; dificuldades financeiras para o dono, Horace Everett Hooper; direitos vendidos para Sears Roebuck em 1920 |
| 12.ª, suplementar da 11.ª | 1921–1922          | 3 volumes, além dos 28 volumes da 11.ª                                             | Hugh Chisholm em Londres, Franklin Henry Hooper em Nova Iorque                                                      | Sumário dos estados do mundo antes, durante e após a Primeira Guerra Mundial |
| 13.ª, suplementar da 11.ª | 1926               | 3 volumes, além dos 28 volumes da 11.ª                                             | James Louis Garvin em Londres, Franklin Henry Hooper em New York City                                               | Substitui os volumes da 12.ª edição; perspectiva melhorada dos eventos de 1910–1926 |
| 14.ª                      | 1929–1933          | 24 volumes                                                                         | James Louis Garvin em Londres, Franklin Henry Hooper em Nova Iorque                                                 | Publicada justamente antes da catástrofe financeira da Grande Depressão |
| revisão da 14.ª           | 1933–1973          | 24 volumes                                                                         | Franklin Henry Hooper até 1938; depois Walter Yust, Harry Ashmore, Warren E. Preece, William Haley                  | Início da revisão contínua, em 1936: todo artigo é revisado ao menos duas vezes a toda década |
| 15.ª                      | 1974–1984          | 30 volumes                                                                         | Warren E. Preece, depois Philip W. Goetz                                                                            | Introdução da estrutura tripartida; artigos divididos em Micropædia e Macropædia; Propædia Outline of Knowledge; eliminação do índice em separado                                                                                |
| 15.ª                      | 1985–presente      | 32 volumes                                                                         | Philip W. Goetz, seguido por Robert McHenry, atualmente Dale Hoiberg                                                | Restaurados os dois volumes index; fusão de artigos da Micropædia e Macropædia; ligeiramente ampliada; novas versões lançadas em poucos anos                                                                                     |